# 霞ヶ関文学
霞ヶ関文学 (かすみがせきぶんがく) とは、日本の霞ヶ関、つまり日本の省庁で扱う文書用語表現文を「文芸ジャンル」としてとらえた比喩で、「ありふれたことを滑稽なほどまわりくどく、もったいぶって表現する言葉」のことを指す。その象徴たるポンチ絵は、横向きA4サイズの現代アート」とも称される。

## 歴史
初出は定かではないが、「霞ヶ関文学」という言葉の使用は、少なくとも1938年まで遡ることができる。

## 霞ヶ関言葉の具体例
| 日常用語                           | 霞ヶ関言葉                                           |
| ゴミ                               | 一般廃棄物                                           |
| ビジネス街                         | 特定商業集積                                         |
| これから農業をやりたい人           | 新規就農希望者                                       |
| マザコン                           | 過度な母子の密着                                     |
| 外国語ブーム                       | 語学学習意欲の高まり                                 |
| クビになって職探しをしている人     | 非自発的離職求職者                                   |
| みんな勝手にやればいい             | 各主体の自主的対応を尊重する                         |
| 簡単な英会話ができるようにする     | 外国人旅行者への対応能力を整備する                   |
| 普通のサラリーマンは家が買えない   | 平均的な勤労者の良質な住宅確保は困難な状況にある     |
| 転職しやすくする                   | 人的資本の流動性の拡大のため環境整備を行う           |
| エレベーターを入れる               | 円滑な垂直移動ができるよう施設整備を進めていく       |
| 家が狭くて子供が作れなくなっている | 住宅のあり方が夫婦の出生行動に大きな影響を与えている |

しばしば、霞ヶ関言葉の用語集が各省庁によって作られることもある。

## ポンチ絵
ここでのポンチ絵とは、「西洋風の風刺画・漫画のこと」ではなく、霞ヶ関文学に特有のパワーポイントで作成されたプレゼンテーション資料のことを指す。その特徴は下記のようなもの。
- 1ページに説明すべき事柄についての構成要素が「もれなく」含まれている[2]。
- テキストだけでなく、イラストを使った図解とともに作成されることが多い[2]。
- 原則、横向きA4レイアウト、説明したい文章が細かく書き込まれている[2]。

### 背景
このような特徴を持つポンチ絵が作成されることの背景にはさまざまな要因が考えられる。 例えば、「行政の業務はどうしてもステークホルダーが多くなりがちです。暮らしのすべてに対応しているので業務範囲もめちゃくちゃ広い。民間であれば、目的や対象や関係者、事業内容などを意図的にしぼることができると思いますが、それが行政になると常にあらゆる関係範囲を網羅的に記載しないといけないので、結果的にポンチ絵と呼ばれるものになるのだと思います」と行政機関の作成する資料である点に着目した意見がある。さらに、「資料だけが庁内で一人歩きしても『過不足なく理解される』ことも重要だ」との意見もある。また、「国の報告書や答申などは、どんな立場の人が見ても『自分が触れてほしいことが載っている』と思えるように、あえて網羅的になっている」とも言われている。
つまり、「いつ、誰が、どこで読んでも内容が伝わる」という非常に高い汎用性が求められた結果、このようなポンチ絵が生まれたのだと考えられている。

## 霞ヶ関文学への評価

### 肯定的な評価
- 「とにかくうつくしい。見とれるほどに。デザインを学んだ人なら眉をひそめるかもしれない。だが、その複雑怪奇な魅力にはあらがえない――。」[2]

### 否定的な評価
- 「どこの業界だって、そこだけで通用する話法や隠語はあると思います。ただし、霞が関や国会には、モリカケ問題や日報問題など、相次いだ不祥事のあと、透明性や説明責任が求められているなか、こうした内輪だけが理解できる“文学”が広くまかり通るようだと違和感を覚えます。」[4]